# Eupithecia gluptata
Eupithecia gluptata es una especie de polilla de la familia Geometridae. La especie fue descrita por primera vez por Karl Dietze habiendo sido descrita en 1903, con distribución en Turkmenistán y Kirguistán. El sintipo fue un individuo macho descrito en el noreste de la cordillera Kopet Dag, frontera con Irán. Pertenece al grupo de especies Eupithecia gueneata, todas de la misma región del paleártico oeste y central de Asia. Otros ejemplares fueron descritos en 1915 por Louis B. Prout y en 1978 por András Mátyás Vojnits.
Se diferencia por otras especies de esta región de Europa y Asia por tener un colorido vibrante y por colores contrastantes en sus alas anteriores. La valva genital suele ser amplia a nivel medial con márgenes ventrales angulados, una de las detalles que la distingue de otros grupos de especies.